# Ibaté
Ibaté is een gemeente in de Braziliaanse deelstaat São Paulo. De gemeente telt 29.714 inwoners (schatting 2009).

## Aangrenzende gemeenten
De gemeente grenst aan Araraquara, Ribeirão Bonito en São Carlos.